# Binyamin Ze’ev Kahane

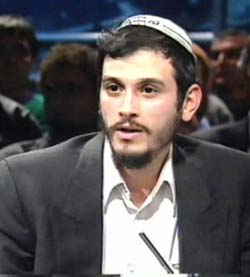
Binyamin Ze’ev Kahane

Binyamin Ze’ev Kahane (hebräisch בנימין זאב כהנא‎; geboren am 3. Oktober 1966 in New York City; gestorben am 31. Dezember 2000 in Kfar Tapuach) war ein israelisch-amerikanischer orthodoxer Rabbiner und extremistischer Zionist. Er war der Sohn von Rabbi Meir Kahane.

## Leben
Binyamin studierte an der Jeschiwa Merkas HaRaw Kook und gründete zusammen mit seinem Vater 1987 die Yeshivat Ha Ra'yon Ha Yehudi in Jerusalem. Nachdem sein Vater 1990 bei einem Attentat getötet worden war, spaltete sich die Kach-Bewegung in die sich ähnelnden Parteien Kach und Kahane Chai auf. Kach wurde von Baruch Marzel weitergeführt. Binyamin stand der extremistischen Partei Kahane Chai bis zu deren Verbot 1994 vor.
Er wurde mehrere Male wegen anti-arabischer Straftaten zu Haftstrafen verurteilt.
Am 31. Dezember 2000 wurden Binyamin Ze’ev Kahane und seine Frau Talya auf dem Rückweg von Jerusalem in Kfar Tapuach erschossen und fünf ihrer sechs Kinder schwer verletzt. Bewaffnete Palästinenser feuerten mehr als 60 Maschinengewehr-Kugeln in ihren Kleintransporter.